# Total Commander
Total Commander (anteriorment Windows Commander ) és un gestor de fitxers shareware ortodox per a Windows, Windows Phone, Windows Mobile / Windows CE i Android. Inicialment, Total Commander s'anomenava Windows Commander, però va canviar perquè Microsoft posseeix els drets sobre els noms semblants a Windows. Existeix una versió freeware de Total Commander per a la plataforma Windows Mobile.

## Història
Total Commander va ser creat desenvolupat per Christian Ghisler, basat en la doble finestra (origen i destí) del Norton Commander i el PC Tools. Originalment codificat emprant Delphi, les últimes versions de Windows de 64 bits es van desenvolupar amb Lazarus. Té un client FTP integrat, una interfície amb pestanyes, comparació de fitxers, navegació per fitxers d'arxiu i una eina de canvi de nom múltiple amb suport d'expressió regular. És en la seva major part compatible amb Linux utilitzant Wine.
La versió principal és shareware: l'usuari s-ha de registrar o esborrar-lo al cap de 30 dies. La versió no registrada mostra una finestra que demana que es registri cada vegada que s'obre el programa, però es manté la funcionalitat completa, fins i tot una vegada acabat el termini dels 30 dies.

## Característiques
La utilitat admet l'extensibilitat mitjançant connectors, i pot vincular programes externs per veure o editar fitxers. Molts connectors estan disponibles gratuïtament, per exemple, diferents formats d'empaquetador o visualitzador de fitxers per a formats de fitxer especials. Moltes de les funcions que no estan disponibles per defecte són compatibles i es poden assignar a icones.
Una característica notable de Total Commander és que, a part de permetre accés a particions de Windows, també es poden accedir a particions de Linux (sistemes de fitxers ext2, ext3 i Reiser) des de la mateixa màquina. Per tant, per a ordinadors en configuració dual-boot (amb més d'un sistema operatiu) amb ambdós, Windows i Linux, Total Commander permet un sòlid accés a tots els fitxers emmagatzemats al disc dur.
La mida del programa s'ha mantingut per sota dels 2 MB. Està disponible en versions 16 bits i 32 bits per a totes les versions de Windows i és totalment funcional en Linux sota WINE. Els usuaris de Linux també poden considerar emprar Krusader, un producte similar de codi obert per a sistemes Linux/Unix que corren KDE.

## Gestors de doble panell
- Pc Tools (Central Point Software) per l'Apple II i després per a MS-DOS
- Norton Commander (Symantec), primer per a MS-DOS i després per a Windows.
- Total Commander, clon de Norton Commander per a Windows.[2]
- Double Commander, clon de codi obert del TC, per a Windows, Mac OSX i Linux.
- Krusader sota KDE
- Midnight Commander o mc per a la línia d'ordres de Linux.